# Dansville and Mount Morris Railroad
Die Dansville and Mount Morris Railroad (AAR-reporting mark: DMM) war eine amerikanische Class-3 local railroad-Bahngesellschaft im Nordwesten des US-Bundesstaats New York. Das Unternehmen existiert weiterhin als weitgehend inaktives Tochterunternehmen (non-operating subsidiary) der Genesee & Wyoming Inc. (G&W). Der 12,5 km lange verbliebene Teil der DMM-Strecke wird heute durch die zur G&W-Firmengruppe zählende Rochester & Southern Railroad (RSR) im Schienengüterverkehr betrieben.

## Geschichte
Einwohner und Verwaltung des Orts Dansville bemühten sich Mitte des 19. Jahrhunderts um einen Bahnanschluss, da die Bedeutung des in Dansville endenden Zweigkanals des Genesee Valley Canals mit der Bahnanbindung von Nachbarorten schwand. 1868 wurde daher die Erie and Genesee Valley Railroad gegründet, die mit Unterstützung der Erie Railroad bis Dezember 1871 eine 24 km lange Bahnstrecke von Dansville nach Mount Morris errichtete, wo Anschluss an die Bahnstrecke Avon–Mount Morris der durch die Erie kontrollierten Avon, Geneseo & Mount Morris Railroad bestand. Die Erie Railroad pachtete und betrieb zunächst auch die Strecke nach Dansville.
Beide Strecken wurden in der auch von der Erie Railroad verwendeten Spurweite von 1829 mm (6 Fuß) errichtet. In den frühen 1880er-Jahren stellten die Erie und deren Tochter- und Partnergesellschaften ihre Strecken schrittweise auf Regelspur um. Bei der Strecke der Erie and Genesee Valley Railroad fand der Umbau 1881 statt.
Die Genesee Valley Canal Railroad errichtete von 1880 bis 1882 eine Bahnstrecke auf der Trasse des zwei Jahre zuvor aufgegebenen Genesee-Valley-Kanals von Rochester nach Hinsdale bei Olean, die Mount Morris tangierte und von dort etwa fünf Kilometer bis Sonyea im Abstand von maximal einem Kilometer parallel zur Strecke der Erie and Genesee Valley Railroad verlief. Letztere verlegte zum Tausch von Güterwagen ein Verbindungsgleis von Sonyea zur Strecke der Genesee Valley Canal Railroad. Im Jahr 1900 wurde diese durch die Pennsylvania Railroad übernommen.

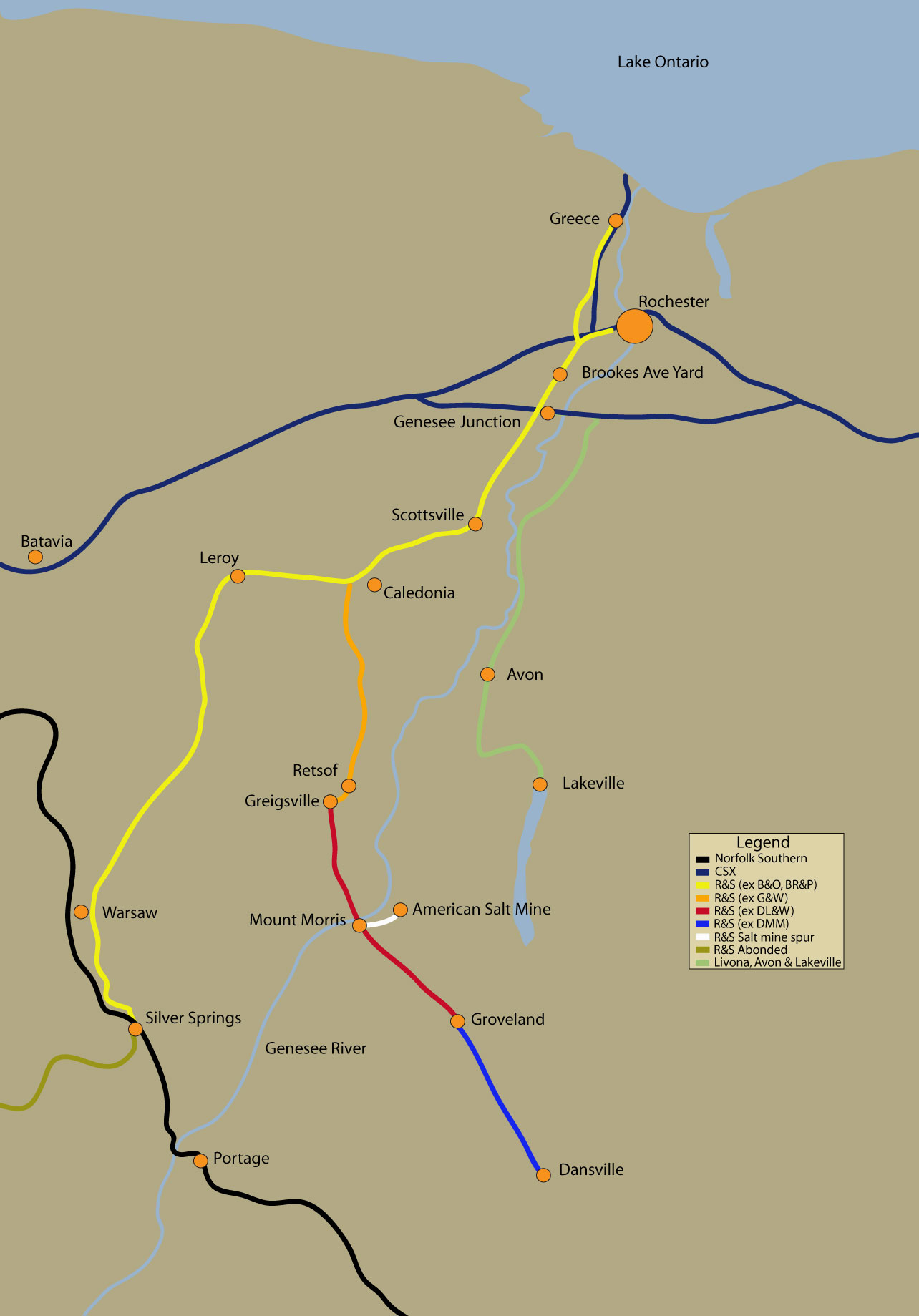
Karte des heutigen Streckennetzes der Rochester & Southern Railroad samt des darin enthaltenen Teils der früheren Dansville and Mount Morris Railroad

Zum 21. Oktober 1891 endete der Pachtvertrag mit der Erie Railroad, woraufhin die neu gegründete Dansville and Mount Morris Railroad (DMM) den Personen- und Güterverkehr selbst aufnahm. Vom 8. Juni 1894 bis 30. September 1927 stand die DMM jedoch unter Insolvenzverwaltung. Seit 1882 verlief parallel nordöstlich der DMM, teils jedoch in größerem Abstand und im Raum Dansville rund 120 m höher als der Ort, die Hauptstrecke Binghampton–Buffalo der Delaware, Lackawanna and Western Railroad (DL&W). Nach langjährigen Bemühungen und gegen den Willen der Erie Railroad konnten DMM und DL&W mit Genehmigung der Interstate Commerce Commission (ICC) 1933 in Groveland eine Gleisverbindung herstellen. Der Personenverkehr der DMM wurde 1939 eingestellt und im Güterverkehr endete der Wagentausch mit der Erie Railroad mit Stilllegung der Erie-Verbindung aus Avon nach Mount Morris Anfang 1940. Die etwa 11 km lange Teilstrecke der DMM von Groveland bis Mount Morris einschließlich des Verbindungsgleises in Sonyea wurde daraufhin zwischen 1940 und 1943 schrittweise eingestellt, nachdem die DMM dies bereits im September 1939 bei der ICC beantragt hatte.
1960 fusionierten DL&W und Erie Railroad zur Erie Lackawanna Railroad (EL), die 1963 ihre Strecke südöstlich von Groveland stilllegte. Der Abschnitt von Groveland Richtung Nordwesten gelangte 1976 zu Conrail und wurde 1982 zwischen Groveland und Greigsville durch die Genesee and Wyoming Railroad (GNWR) übernommen. Die Genesee and Wyoming Inc., eine aus der GNWR entstandene Holdinggesellschaft, übernahm am 23. Juli 1985 die DMM. Die Betriebsführung der DMM ging am selben Tag auf die GNWR über. 2003 übernahm die Rochester & Southern Railroad den Betrieb der GNWR und damit auch der früheren DMM.

## Verkehr
Die DMM diente vorwiegend der Anbindung von Dansville, während alle Unterwegsstationen nur wenig Personen- und Güterverkehrsaufkommen verzeichneten. Ende der 1970er-Jahre wurden jährlich etwa 65.000 t Fracht befördert, wovon rund 90 % auf Transporte des Foster-Wheeler-Werks in Dansville entfielen. Bis 1995 war das Aufkommen schrittweise auf unter 100 Güterwagen pro Jahr gefallen. Bereits vor Schließung des Werks im März 2003 fand nahezu kein Schienenverkehr mehr statt. Erst seit Anfang 2006 wird die frühere DMM-Strecke durch RSR wieder im Güterverkehr befahren, um Kunden auf dem früheren Foster Wheeler-Gelände ins Dansville zu bedienen, darunter die Schienenfahrzeugwerkstatt American Motive Power Inc. Der frühere Bahnhof Dansville wird nicht mehr angefahren; die Gleise enden am Abzweig des Gleisanschlusses zum ehemaligen Foster-Wheeler-Werk.

## Fahrzeuge
Für den Betrieb auf der Strecke der DMM genügten ab Betriebsaufnahme meist zwei Dampflokomotiven. Der Personenverkehr wurde von 1915 bis zu dessen Einstellung 1939 mit einem durch die White Motor Company hergestellten benzingetriebenen Triebwagen mit 30 Sitzplätzen durchgeführt. Für den Güterverkehr erwarb die DMM 1929 eine 1905 gebaute Ten-Wheeler-Lokomotive und 1936 eine Mogul des Baujahres 1908. Die beiden letzten Dampflokomotiven der DMM blieben bis 1957 bzw. 1964 im Einsatz und befinden sich seit den 1980er-Jahren im Steamtown-Museum.
Als erste Diesellokomotive beschaffte die DMM im Oktober 1956 eine GE-44-ton-Maschine des Herstellers General Electric. Ab 1964 war sie das einzige Triebfahrzeug der DMM, bis die Gesellschaft 1971 eine baugleiche Lokomotive der Bath & Hammondsport Railroad erwarb.